# Африканская лисица
Африка́нская лиси́ца (лат. Vulpes pallida) — млекопитающее из рода лисиц семейства псовых. Это очень скрытные животные, об их жизни мало что известно. Образует 5 подвидов.

## Внешний вид
Строением своего тела африканская лисица напоминает рыжую лисицу, однако она обладает меньшими размерами, более длинными ногами и более длинными ушами. Длина её тела 38—45 см, длина хвоста 28—29 см. Высота в плечах 25 см. Масса тела — 1,5—3,6 кг. Окрас светло-рыжий, коричневатый, хвост рыжевато-коричневатый с чёрным концом. Лапы и спина рыжие. Посередине спины располагается тёмная полоса. Нижняя сторона тела, морда и изнанки ушей — белые. У африканских лисиц пушистый хвост, у взрослых особей глаза окружены тёмным выразительным ободком.

## Подвиды
В настоящее время признается существование пяти подвидов:
- Vulpes pallida pallida  (Cretzschmar, 1826)
- Vulpes pallida cyrenaica  Festa, 1921
- Vulpes pallida edwardsi Rochebrune, 1883
- Vulpes pallida harterti Thomas & Hinton, 1921
- Vulpes pallida oertzeni (Matschie, 1910)

## Поведение и образ жизни
Африканские лисицы — это очень плохо изученные животные. Полагается, что они живут небольшими семейными группами, состоящих из взрослых самцов, самок и молодняка. Африканские лисицы роют обширные норы, до 15 метров длиной и 2—3 метров глубиной. Эти норы помогают лисицам избежать дневной жары, а с наступлением сумерок они выходят на поиски пищи.
Африканские лисицы населяют сухие песчаные или каменистые пустыни, часто проникает на юг, в Гвинейскую саванну. Иногда лисицы могут поселяться и возле человеческого жилья, где более обильное и доступное продовольствие.
В отличие от других лисиц, африканская лисица наиболее травоядна среди своих сородичей. В её рационе присутствуют в основном трава, ягоды и фрукты. Но иногда она может ловить и съедать мелких животных, таких как грызуны, ящерицы и беспозвоночные. Из своей еды лисицы получают достаточно влаги, для того чтобы выжить в долгий, жаркий, сухой сезон в их среде обитания — пустыне.
Беременность у африканских лисиц длится 7—8 недель. В помёте бывает 3—4 щенка массой по 50—100 г. Щенки растут очень быстро и отлучаются от своих родителей к 6—8 неделям жизни.
Естественные враги африканской лисицы неизвестны. Лисица подвергается преследованию человеком в тех местах, где иногда нападает на домашнюю птицу.
Африканские лисицы в неволе живут 3 года, но есть основания полагать, что в природе они способны жить вдвое больше.

## Распространение
Африканские лисицы обитают в Африке к югу от пустыни Сахара. Они распространены в Сомали, Сенегале и Судане.